# Stefan Wieduwilt
Stefan Wieduwilt (* 1965 in Preetz, Plön) ist ein deutscher Filmproduzent.

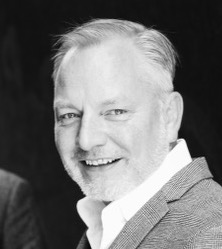
Stefan Wieduwilt

## Werdegang
Stefan Wieduwilt ist in Hildesheim aufgewachsen und ging 1986 für eine Ausbildung als Verlagskaufmann zum Ullstein Verlag nach Berlin. Anschließend studierte er an der Freien Universität Berlin Philosophie und Wirtschaftswissenschaften. Bereits während des Studiums war er für Print, Radio und Fernsehen publizistisch tätig. In dieser Zeit veröffentlichte er zusammen mit Markus Stolz zwei Bücher zur Berliner Mode- und Designbewegung unter dem Titel „Radical Chic“. Von 1993 bis 1996 war er Marketing- und Pressechef der 1992 gegründeten Bar jeder Vernunft. Dort unterstützte er maßgeblich die Finanzierung der Inszenierung von „Im weißen Rössl“ mit einer von ihm entwickelten „Kulturaktie“. 1996 wechselte er zu ZDF Enterprises nach Mainz als Leiter des internationalen Lizenzeinkaufs und übernahm 1998 im ZDF die Leitung der Zentralredaktion Kultur und Wissenschaft. Nach Engagements bei Endemol, Köln und später bei MME Me, Myself & Eye Entertainment AG, Hamburg, als Leiter der Entwicklungsabteilung, gründete er 2004 in Berlin die Wieduwilt Film & TV Production GmbH. Das Unternehmen realisiert u. a. Sendungen für ZDF, RTL, Arte, 3sat, die ARD und deren regionale Sender, weiterhin produziert das Unternehmen Spielfilme, darunter „Im weißen Rössl – wehe Du singst!“. Die Musicaladaption entstand in Koproduktion mit Regina Ziegler und Klaus Graf unter der Regie von Christian Theede und erhielt beim 13th Tiburon International Film Festival den Golden Reel Award. Der zum 400. Todesjahr von William Shakespeare für das ZDF/ arte produzierte Fernsehfilm „Shakespeares letzte Runde“ unter der Regie von Achim Bornhak, wurde auf dem 4th Noida International Film Festival mit dem Preis „Best Cinematography“ ausgezeichnet. Zur Bundestagswahl 2017 produzierte Wieduwilt Film & TV Production das Social-Factual-Format „Volksvertreter“ für ZDFneo. Die 7-teilige Reihe wurde für den Deutschen Fernsehpreis nominiert.
2005 gründete Wieduwilt gemeinsam mit Robert Krause die Casino Royale GmbH. Casino Royale ist eine Agentur für Branded Entertainment, Social Media, Beratung und Lizenzhandel. Nach dem Tod von Robert Krause und einer Phase der Neuorientierung, übernahm 2017 der Schweizer Producer und Formatentwickler Nicolas Kreutter 50 % der Firmenanteile und wurde Co-Geschäftsführer.

## Filmografie (Auswahl)
- 2005 Comedy dell`Arte, arte
- 2006–2009 Berliner Nacht-Taxe (Fernsehserie, 4 Staffeln) rbb
- 2008 Eine Woche Wunder (Fernsehshow, 3 Folgen) NDR
- 2010–2017 Kesslers Expedition (Fernsehserie, 17 Staffeln) rbb
- 2010 Schnitzel mit Promis (Fernsehshow, 6 Folgen) ZDFkultur
- 2011–2012 Kopf der Woche (Themenabende, 72 Folgen) ZDFkultur
- 2013 Im weißen Rössel – Wehe Du singst! (Kinofilm) Tiburon International Film Festival Award in der Kategorie Golden Reel Award Best …
- 2015 Der Wandertherapeut (Fernsehshow) SWR
- 2016 Shakespeares letzte Runde (Fernsehfilm) arte, NOIDA INTERNATIONAL FILM FESTIVAL „Best Cinematography“
- 2017 Volksvertreter (Politshow, 7 Folgen) ZDFneo, Nominierung Deutscher Fernsehpreis, Beste Information
- 2017–2018 Mein wunderbarer Imbiss (Fernsehserie) rbb
- 2017 Herr Lukas macht Ernst (Fernsehshow) rbb
- 2018 Die Abenteuer des Florian Lukas (Fernsehshow) NITRO